# Schloss Leonsberg

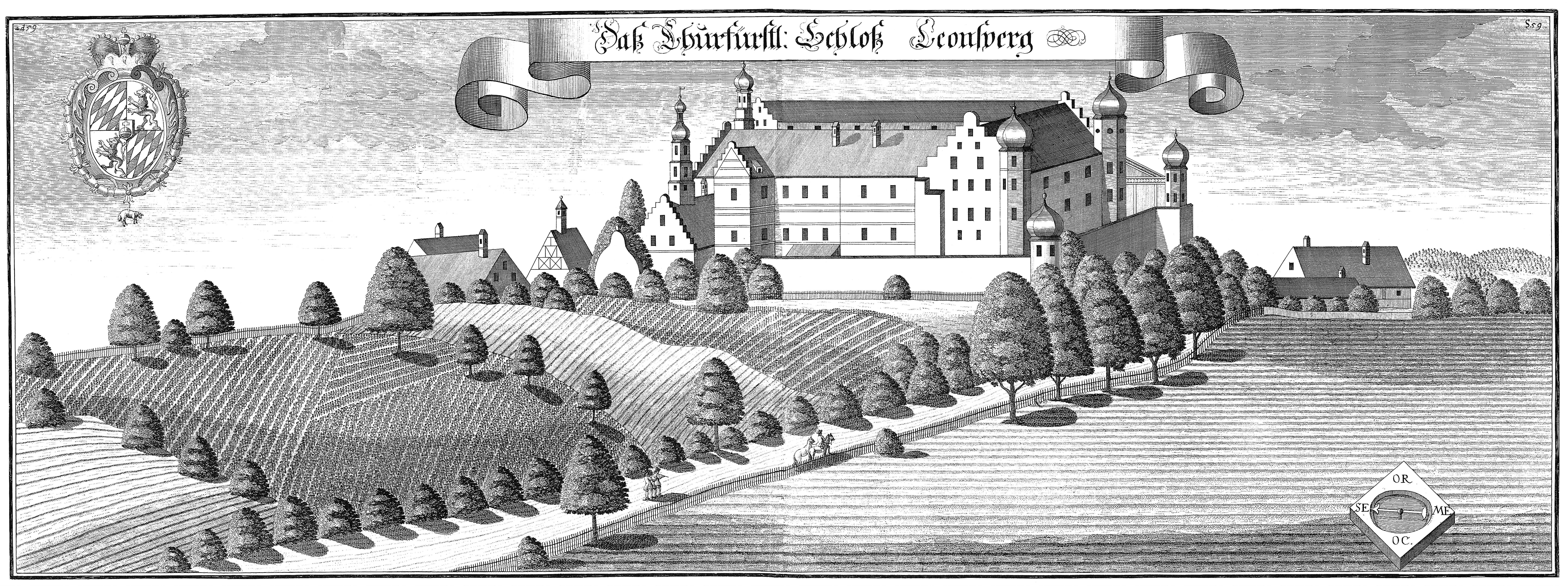
Schloss Leonsberg nach einem Stich von Michael Wening von 1726

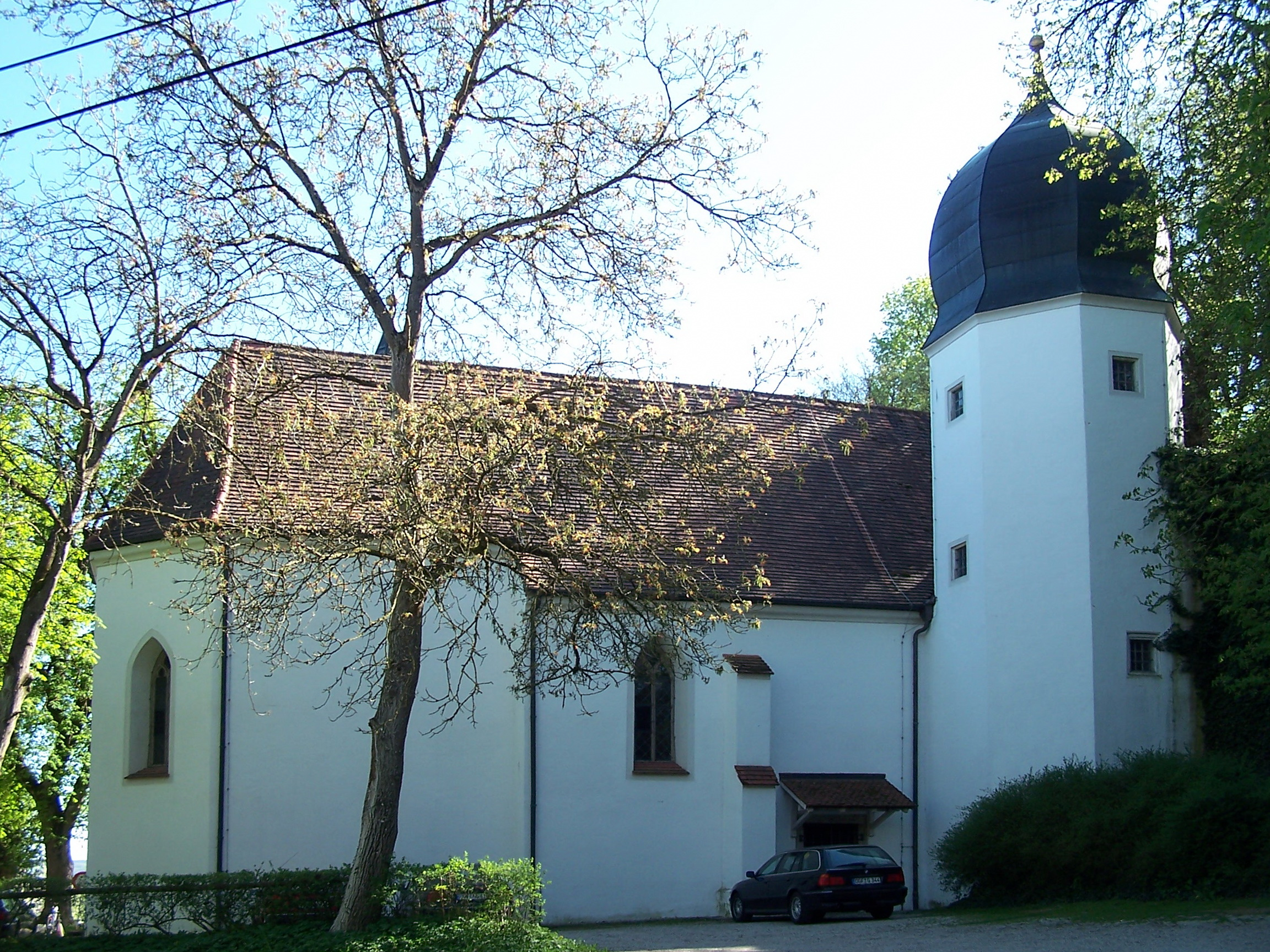
Turm von Schloss Leonsberg an der Kirche Mariä Himmelfahrt von Leonsberg

Die Reste von Schloss Leonsberg befinden sich in Leonsberg, einem Gemeindeteil des niederbayerischen Marktes Pilsting im Landkreis Dingolfing-Landau. Das denkmalgeschützte Gebäude ist als Baudenkmal unter der Aktennummer D-2-79-132-42 eingetragen. Das Gebäude ist auch als Bodendenkmal mit der Aktennummer D-2-7341-0009 und der Beschreibung „untertägige Befunde des Mittelalters und der frühen Neuzeit im Bereich der abgegangenen Burg Leonsberg“ angegeben.

## Baulichkeit
Die im 18. Jahrhundert abgebrochene Burg- und Schlossanlage hat mit wenigen Ausnahmen den Charakter eines Bodendenkmals angenommen. Sie umfasst auf einem Plateau mit einem birnenförmigen Grundriss eine Fläche von  20 × 25 m. Unterhalb befindet sich eine Terrasse mit 40 × 30 m Ausdehnung.  Erhalten hat sich an der Ostseite der spätmittelalterliche Turm der Burgruine Leonsberg, der in die Ortskirche Mariä Himmelfahrt aus dem Anfang des 16. Jahrhunderts baulich integriert ist. Dieser ist mit einem Zwiebelturm gedeckt. Diese Kirche ist aus der ehemaligen Schlosskapelle St. Pankratius hervorgegangen. Des Weiteren haben sich spätmittelalterliche Umfassungsmauern erhalten sowie eine mehrteilige Kelleranlage von aus Ziegelmauerwerk errichteten Tonnengewölben, auch ein noch vorhandener Brunnen wird als spätmittelalterlich datiert.
Der Turm der ehemaligen Schlossanlage wurde zwischen 1994 und 1997 restauriert. Auf dem Schloßberg befindet sich heute das Gasthaus „Schlossgaststätte Leonsberg“, von dem auch die Kellergewölbe des ehemaligen Schlosses genutzt werden.

## Geschichte
Im 11. und 12. Jahrhundert waren hier die Herren von Zulling mit ausgedehnten Besitzungen im Dungau vertreten. Nachdem diese 1202 ausgestorben waren, übernahmen die Grafen von Altendorfer, die sich dann als Grafen von Leonberg bezeichneten, auf dem Erbweg einen Großteil des Besitzes. Diese hatten ihren Stammsitz bei Marktl auf der Burg Leonberg, waren aber auch in der Oberpfalz mit Altendorf begütert. Durch den Erbfall errichteten sie die Burg Leonsberg auf einer nördlichen Hangkante der Isarniederung als Zentrum der Grafschaft Leonberg. Die Mitglieder dieser Familie waren durchaus bedeutend, so gründete Graf Wernhard von Leonsberg 1278  die Deutschordenskommende Gangkofen und 1296 Graf Berengar von Leonsberg das Kloster Niederviehbach. Nachdem dieses Geschlecht 1329  mit dem Tod des Grafen Heinrichs VII. von Leonsberg ausgestorben war,  gelangten ihre Besitzungen an die Grafen von Hals und an die Wittelsbacher.
1437 erwarben die Herzöge Ernst und Albrecht III. das Schloss und verwendeten es zunächst als Amts- und Wohnsitz für Richter und Pfleger des Landgerichts Leonsberg. Im Landshuter Erbfolgekrieg wurde das Schloss  1504 durch pfälzische und böhmische Söldner niedergebrannt, die gegen die Truppen von Herzog Albrecht IV. Krieg führten. Zwischen 1535 und 1536  erfolgte ein Wiederaufbau des Schlosses und auch die Errichtung der Schlosskirche Mariä Himmelfahrt an Stelle der Kapelle St. Pankratius durch Herzog Ludwig X. von Niederbayern. Für den Bau wurden 500.000 Mauerziegel von dem Rentamt München verwendet. Wie Philipp Apian 1568 berichtet, stammte ein Teil der Ziegel von der Burg Wolfstein. Um 1580 wurden beim Schloss noch ein Jägerhaus, ein Hundestall und ein Hundegarten errichtet. Das in seinen Ausmaßen gewaltige Schloss wurde in der Folge als Lust- und Jagdschloss für die bayerischen Herzöge verwendet, die im Königsauer Moos im unteren Isartal auf die Reiherbeize, die Hirschenjagd oder die Wildschweinhatz gingen. So weilte 1597  Herzog Maximilian I. zur Reiherbeize auf dem Schloss. 1683 und auch später hält sich Kurfürst Max Emmanuel II. wiederholt zur Reiherbeize hier auf.
Während des Dreißigjährigen Kriegs wurde Leonsberg 1632 und 1648 durch schwedische und französische Truppen schwer beschädigt und geplündert. 1654 wurde das Schloss notdürftig wieder aufgebaut und erreichte, wie auf dem Stich von Michael Wening zu sehen ist, zu Beginn des 18. Jahrhunderts wieder seine alte Bausubstanz. Als die Bürger von Pilsting durch eine Feuersbrunst von 1789	schwer geschädigt wurden, erlaubte man ihnen, das Schloss mit Ausnahme der Schlosskirche für den Häuserbau abzubrechen.